# Campeonato Africano de Atletismo de 2010 - 5000 m feminino
A prova dos 5000 metros feminino do Campeonato Africano de Atletismo de 2010 foi disputada no dia  29 de julho de 2010 em Nairóbi,  no Quênia. 

## Recordes
Antes desta competição, os recordes mundiais e do campeonato nesta prova eram os seguintes:
|                       | Nome            | Nacionalidade | Tempo      | Local | Data               |
| --------------------- | --------------- | ------------- | ---------- | ----- | ------------------ |
| Recorde mundial       | Tirunesh Dibaba | Etiópia       | 14m 11s 15 | Oslo  | 6 de junho de 2008 |
| Recorde do campeonato | Asmae Leghzaoui | Marrocos      | 15m 43s 46 | Argel | 2000               |
| Recorde africano      | Tirunesh Dibaba | Etiópia       | 14m 11s 15 | Oslo  | 6 de junho de 2008 |

## Medalhistas
| Ouro                   | Prata               | Bronze                |
| Vivian Cheruiyot (KEN) | Meseret Defar (ETH) | Sentayehu Ejigu (ETH) |

## Cronograma
Todos os horários são locais (UTC+3).
| Data        | Hora  | Evento |
| ----------- | ----- | ------ |
| 29 de julho | 16:40 | Final  |

## Resultado final
| Posição           | Atleta                | Nacionalidade | Tempo    | Notas |
| ----------------- | --------------------- | ------------- | -------- | ----- |
| Medalha de ouro   | Vivian Cheruiyot      | Quênia        | 16:18.72 |       |
| Medalha de prata  | Meseret Defar         | Etiópia       | 16:20.54 |       |
| Medalha de bronze | Sentayehu Ejigu       | Etiópia       | 16:22.32 |       |
| 4                 | Iness Chenonge        | Quênia        | 16:22.65 |       |
| 5                 | Sule Utura            | Etiópia       | 16:26.21 |       |
| 6                 | Esther Chemtai        | Quênia        | 16:29.25 |       |
| 7                 | Zakia Mohamed Mrisho  | Tanzânia      | 16:38.57 |       |
| 8                 | Claudette Mukasakindi | Ruanda        | 17:27.92 |       |
| 9                 | Anastazia Msandai     | Tanzânia      | 17:28.48 |       |
| 10                | Pauline Niyongere     | Burundi       | 18:07.53 |       |
| 11                | Simone Zapha          | Seicheles     | 20:09.51 |       |
| 99 !              | Agnes Chikwakwa       | Malawi        | DNS      |       |
| 99 !              | Zeitun Jumanne        | Tanzânia      | DNS      |       |

Legenda
| Recorde mundial       | Recorde mundial (World record)               |                       | Recorde africano                      | Recorde africano (African) |                                           | Q | Classificado por posição (Qualified) |
| Recorde do campeonato | Recorde do campeonato (Championship record)  | Recorde da América    | Recorde da América (Americas)         | q                          | Classificado por melhor tempo (Qualified) |   |                                      |
| Melhor marca do ano   | Melhor marca do ano (World leading)          | Recorde asiático      | Recorde asiático (Asian)              | DNS                        | Não largou (Did not start)                |   |                                      |
| Recorde nacional      | Recorde nacional (National record)           | Recorde europeu       | Recorde europeu (European)            | DNF                        | Não terminou (Did not finish)             |   |                                      |
| Recorde pessoal       | Recorde pessoal do atleta (Personal best)    | Recorde da Oceania    | Recorde da Oceania (Oceania)          | DSQ / DQ                   | Desclassificado (Disqualified)            |   |                                      |
| Recorde da temporada  | Recorde da temporada do atleta (Season best) | Recorde sul-americano | Recorde sul-americano (South America) | NM                         | Sem marca (No mark)                       |   |                                      |